# Nicolás Castellanos Franco
Nicolás Castellanos Franco   (Mansilla del Páramo, 18 de febrer de 1935 - Santa Cruz de la Sierra, 19 de febrer de 2025) va ser un religiós espanyol que el 1998 va compartir el premi Príncep d'Astúries de la Concòrdia.

## Biografia
Va fer estudis eclesiàstics en el monestir de La Vid (Burgos), però abans de ser ordenat sacerdot, el 1959, va fer una estada a Roma, on va graduar-se en Filosofia i Ciències de l'Educació a la Universitat Pontifícia Salesiana. De 1962 a 1973 va ser educador en una escola de Palència; també va ser professor de pedagogia a l'Institut de Ciències de l'Educació de Valladolid. Va ser provincial dels agustins d'Espanya de 1973 a 1978, any en què va ser nomenat bisbe de Palència. El 1991 va dimitir com a bisbe i va marxar com a missioner a Santa Cruz de la Sierra (Bolívia), amb un grup de laics i sacerdots obrers.
Des de 1992 va treballar en aquesta ciutat boliviana en l'anomenat «Plan 3000», un barri on la major part de la població és pobre i la resta viu en la misèria i en el qual va endegar el projecte Hombres Nuevos per a millorar les condicions de vida dels més desfavorits. Va organitzar diversos projectes per a atendre les dones i la població infantil: menjadors, centres escolars, habitatges socials, centres de salut, etc.
Per la seva tasca va rebre diversos premis a Espanya i Bolívia. El 1998 va compartir el premi Príncep d'Astúries de la Concòrdia amb Vicenç Ferrer, Joaquín Sanz Gadea i Muhammad Yunus. El mateix any va rebre la Medalla al Mèrit Municipal de la ciutat de Santa Cruz de la Sierra. El 1999 va ser nomenat Leonés del año. El 2001, la seva labor humanitària en favor de la mainada pobre va ser reconeguda amb el premi de l'Associació Espanyola de Fabricants de Joguines i el 2001 va rebre el premi Castella i Lleó en la modalitat Valores Humanos.
L'any 2021, Nicolás Castellanos va publicar les seves memòries: Memorias. Vida, pensamiento e historia de un obispo del Concilio Vaticano II (ISBN 978-84-09-31183-5).